# Рыпинский, Кароль
Кароль Рыпинский (пол. Karol Rypiński, лит. Karolis Ripinskis; 5 ноября 1809, дер. Ажаны, Браславский уезд, Виленская губерния (ныне дер. Аженай, Игналинский район, Литва) — 22 июля 1892, Вильна) — польский и литовский художник-портретист и гравировщик.

## Биография
В 1825—1831 годах учился в Виленском университете у Яна Рустема и Винцента Смоковского. Дружил с художником Валентином Ваньковичем. Жил в Вильне, давал частные уроки и работал учителем в гимназии. Давал уроки живописи и рисунка. Среди его учеников — Эдуард Павлович.

## Творчество
По окончании обучения занимался созданием портретов известных культурных деятелей Виленщины, среди которых были Юзеф Крашевский, Станислав Монюшко, Лев Боровский, Анджей Бенедикт Клонгевич, Станислав Юндзилл и Анджей Снядецкий. В виде гравюр литографов Юефом Озембловским и Мацеем Пшыбыльским портреты получили распространение.
Писал также портреты, часто миниатюрные, пейзажи (например, вид Трокского замка), композиции религиозной тематики для костёлов бернардинцев и бонифратров в Вильно, храма в Титувенай, Трауписе, Дебейкяй. Создавал эстампы с романтической интерпретацией действительности, чётким рисунком, тонкой градацией светотени.

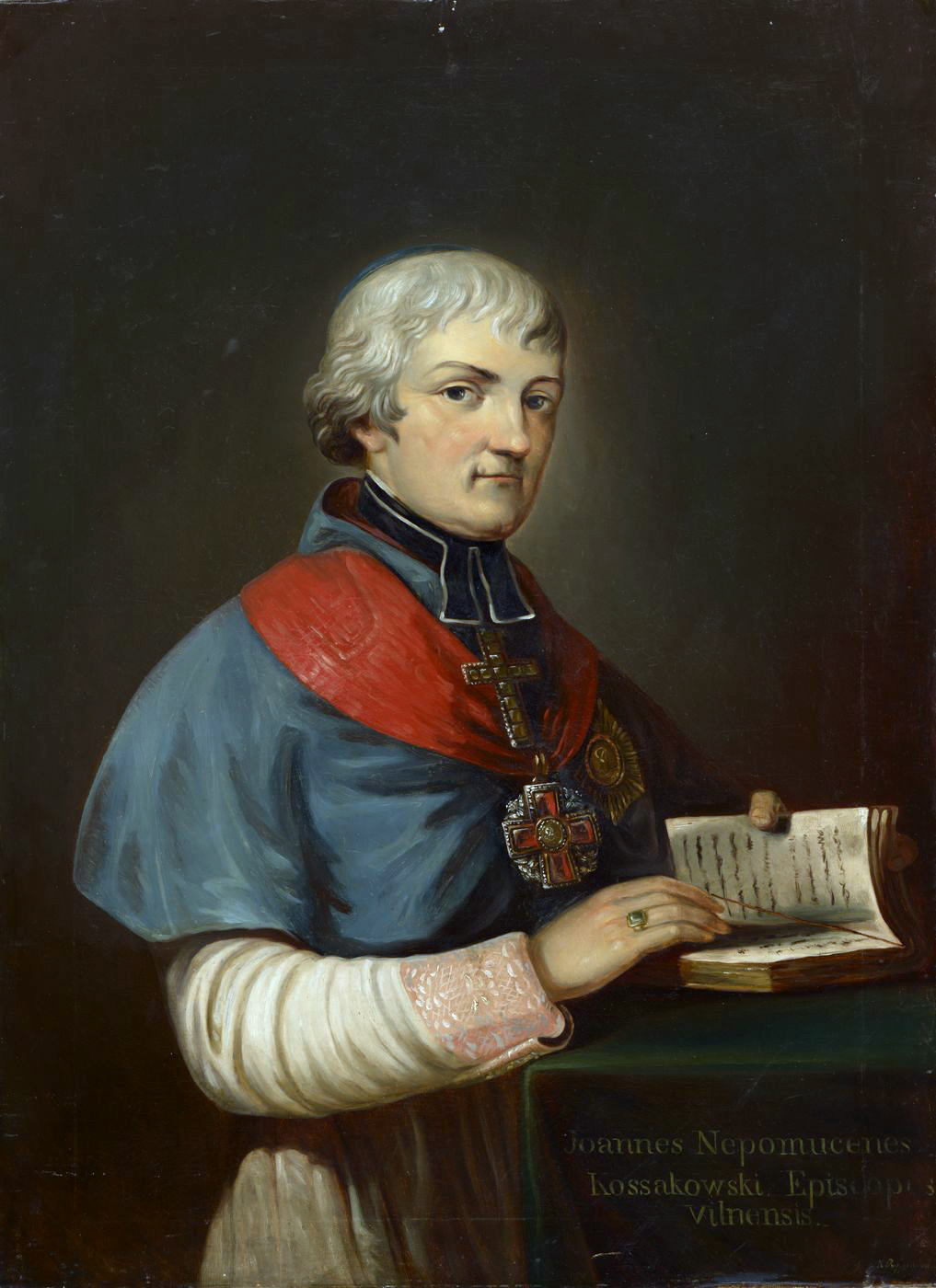
Портрет Яна Непомуцена Коссаковского
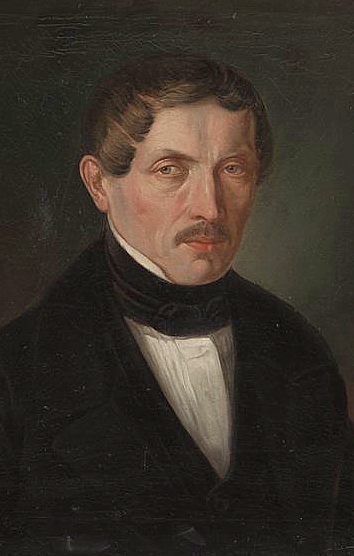
Портрет Яна Барщевского
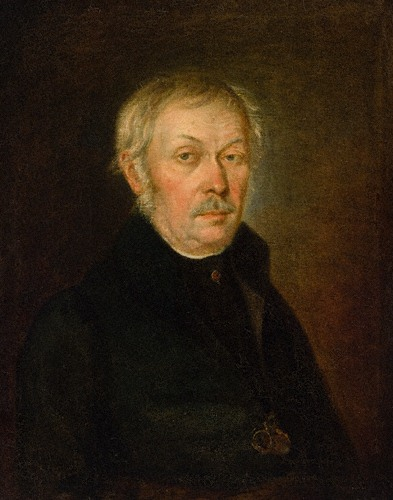
Портрет Игната Монкевича

Произведения хранятся в Литовском художественном музее Национальном музее  Литвы, Национальном художественном музее имени М. К. Чюрлёниса.